# La barca sin pescador (película de 1950)
La barca sin pescador es una película argentina dirigida por Mario Soffici sobre guion de Alejandro Casona según su obra del mismo nombre que se estrenó el 21 de marzo de 1950 y que tuvo como protagonistas a María Rosa Gallo, Pedro López Lagar, Sabina Olmos y Amalia Sánchez Ariño.		

## Sinopsis
A cambio de la vida de un pescador noruego un industrial arruinado entrega su alma al diablo.

## Reparto
- Vicente Ariño
- Raúl del Valle
- Manuel Díaz González	... 	Diablo
- María Rosa Gallo
- Adolfo Linvel
- Pedro López Lagar
- Andrés Mejuto
- Luis Mora
- Sabina Olmos
- Juan Pecci
- Judith Sulian
- Amalia Sánchez Ariño

## Comentarios
Para el crítico King de El Mundo la película es "cine con mucho teatro pero bien disfrazado" y Manrupe y Portela opinan: "otra vez Fausto en esta versión curiosa, con algunos aciertos y varios lugares comunes".

## Premio
Por este filme la Academia de Artes y Ciencias Cinematográficas de la Argentina le otorgó el premio Cóndor Académico a la mejor música de 1950 a Julián Bautista.	